# Ilek (oblast d'Orenbourg)
Ilek (en russe : Илек) est un village (selo) de l'oblast d'Orenbourg, en Russie, et le centre administratif du raïon d'Ilek.

## Géographie
Ilek se trouve au confluent de l'Oural et de l'Ilek, à 130 kilomètres sud-ouest d'Orenbourg. 